# Susceptibilitat magnètica
En electromagnetisme i en disciplines aplicades com l'enginyeria elèctrica, la susceptibilitat magnètica és la mesura del grau de magnetització d'un material en resposta a un camp magnètic. El volum de susceptibilitat magnètica, que es representa amb el símbol {\displaystyle \ \chi _{v}} (sovint simplement {\displaystyle \ \chi }, i de vegades {\displaystyle \ \chi _{m}} per diferenciar-la de la susceptibilitat elèctrica) es defineix a partir de la relació

{\displaystyle \mathbf {M} =\chi _{v}\mathbf {H} }

en què
M és la magnetització del material (el moment dipolar magnètic per unitat de volum), mesurada en amperes per metre, i
H és el camp magnètic aplicat, també mesurat en amperes per metre.
Si χ és positiva, el material rep el nom de paramagnètic i el camp magnètic es reforça amb la presència del material. Si χ és negativa, el material s'anomena diamagnètic, i el camp magnètic s'afebleix en presència del material.
Un cas diferent és el dels materials ferromagnètics, en aquest cas la susceptibilitat magnètica no és lineal. La resposta depèn de l'estat de la mostra i pot anar en direcció diferent de la del camp aplicat. Per tal de reflectir millor aquesta situació, la susceptibilitat s'escriu en forma de tensor, obtingut a partir de la derivada de la magnetització respecte al camp magnètic extern:
{\displaystyle \chi _{ij}={\frac {\operatorname {d} M_{j}}{\operatorname {d} H_{i}}}}
Aquesta susceptibilitat diferencial descriu els materials ferromagnètics.
La inducció magnètica B està relacionada amb H segons
{\displaystyle \mathbf {B} \ =\ \mu _{0}(\mathbf {H} +\mathbf {M} )\ =\ \mu _{0}(1+\chi _{v})\mathbf {H} \ =\ \mu \mathbf {H} }
on μ0 és la permeabilitat del buit (vegeu Llista de constants físiques), i {\displaystyle \ (1+\chi _{v})} és la permeabilitat relativa del material.
La susceptibilitat magnètica i la permeabilitat magnètica (μ) són relacionades segons la següent fórmula:
{\displaystyle \mu =\mu _{0}(1+\chi _{v})\,}

## Exemples
| Material | {\displaystyle \chi _{mol}} (SI) | {\displaystyle \chi _{mol}} (cgs) | Tc      |
| -------- | -------------------------------- | --------------------------------- | ------- |
| buit     | 0                                | 0                                 |         |
| aigua    | -1.6*10-10                       | -1.3*10-5                         |         |
| Bi       | -3.5*10-9                        | -2.79*10-4                        |         |
| Diamant  | -7.4*10-11                       | -5.8*10-6                         |         |
| He       | -2.38*10-11                      | -1.89*10-6                        |         |
| Xe ibid. | -5.7*10-10                       | -4.54*10-5                        |         |
| O₂ ibid. | 4.3*10-8                         | 3.42*10-3                         |         |
| Al       | 2.2*10-10                        | 1.7*10-5                          |         |
| Fe       |                                  | ?200                              | 774 °C  |
| Co       |                                  | ?70                               | 1131 °C |
| Ni       |                                  | ?110                              | 354 °C  |